# Popa spurca
Popa spurca is een algemene bidsprinkhaan die voorkomt in heel Afrika. De vrouwtjes worden ongeveer 8 cm lang, de mannetjes blijven met 7 cm iets kleiner. Deze bidsprinkhaan lijkt op een tak.